# Макеевка
Маке́евка (укр. Макі́ївка, в 1923—1931 — Дми́триевск, Дми́триевск-Ста́линск) — город в Донецкой области Украины. Граничит с Донецком. С 2014 года контролируется подконтрольной России Донецкой Народной Республикой, согласно законодательству Украины является временно оккупированной Россией территорией.

## Административное деление
Город территориально практически слился с Донецком, фактически является его городом-спутником. Входит в Донецкую агломерацию. Как и большинство шахтёрских донбасских городов, представляет собой конгломерат отдельных посёлков, местами слившихся друг с другом.
Имеется пять административных районов:
1. Горняцкий
2. Кировский
3. Советский
4. Центрально-Городской
5. Червоногвардейский

О подчинённых населённых пунктах см. статью Макеевский городской совет.
С 2014 года местное самоуправление в городе осуществляет Администрация города Макеевки.

## Физико-географическая характеристика
В северо-западных предместьях Макеевки находятся исток реки Кальмиуса (город Ясиноватая, в городской черте) и Верхнекальмиусское водохранилище (Макеевка расположена к востоку от водоёма, город Ясиноватая — к северу, посёлок Минеральное — западу).
Русло Кальмиуса служит границей Макеевки с городом Донецком на её западном участке до Нижнекальмиусского водохранилища.
По северной окраине Макеевки проходит участок (пос. Криничная на востоке — город Ясиноватая на западе) канала Северский Донец — Донбасс, пополняющий Верхнекальмиусское водохранилище в верховьях Кальмиуса водой из Северского Донца.

### Соседние населённые пункты по сторонам света
- С: Землянки (примыкает), Ясиновка, Василевка, Рясное, Криничная (примыкает), Путепровод, Петровское, Шевченко
- СЗ: Каштановое, город Ясиноватая
- З: Спартак, Яковлевка, Минеральное
- 3, ЮЗ, Ю: город Донецк (примыкает)
- ЮВ: Холмистое, Межевое, Маяк (примыкает), Высокое, Грузско-Зорянское, Грузско-Ломовка
- В: Нижняя Крынка, Коммунар, Орехово (примыкает), Большое Орехово, Лесное, Липовое, Красный Октябрь, город Харцызск, Горное, Колосниково (примыкает), Свердлово, Угольщик, Пролетарское, Молочарка, Гусельское, Шевченко
- СВ: Монахово, Новый Свет, Алмазное, Красная Заря, Ханженково-Северный, Новомарьевка, Новосёловка, Верхняя Крынка, Новомосковское

### Климат
Умеренно-континентальный, засушливый, с относительно непродолжительной холодной зимой и умеренно жарким летом. Среднегодовая норма осадков — около 400 мм. Среднегодовое количество часов солнечного сияния достигает 2500, на июль приходится около 380 часов, на декабрь — 80 часов.
- Зима относительно холодная, ветряная, с частыми оттепелями и туманами. Снег редко после выпадения лежит дольше 14 дней. Суммарное число дней со снежным покровом за зиму обычно не превышает 40. Температура нестабильна и наиболее часто колеблется в интервале от −5 до +5 °C.
- Весна ранняя, в отдельные годы наступает уже в феврале. В марте ещё прохладно, температура может как подняться до +15 °C и выше, так и опуститься до слабых морозов. В начале апреля заморозки ещё могут произойти ночью, но всего несколько раз. Часто температура днём уже превышает +20 °C. Со 2—3-й недели месяца начинается цветение плодовых деревьев.
- Лето наступает уже в конце апреля — начале мая и длится до конца сентября — начала октября, то есть 5 месяцев. Пик летнего температурного максимума смещён на первую половину августа. В среднем на лето приходится 35 дней с температурой 30 °C и выше. В отдельные годы температура может достичь 40 °C и выше. Жара переносится достаточно легко с учётом влажности воздуха около 30 %.
- Осень наступает в конце сентября — начале октября. Днём температура в октябре колеблется от + 10 до +18 °C, возможны потепления до +20 °C и выше. По ночам возможны заморозки. В ноябре возможны как лёгкие морозы, так и потепления до +15 °C и выше.

Донецкая агломерация порождает эффект теплового острова, когда вследствие нагрева обширных городских пространств температура в городе примерно на 2 °C выше, чем в среднем по местности. Наиболее заметно он проявляется ночью в тёплое время года.
| Показатель                                                                 | Янв.  | Фев.  | Март  | Апр.  | Май  | Июнь | Июль | Авг. | Сен. | Окт. | Нояб. | Дек.  | Год   |
| -------------------------------------------------------------------------- | ----- | ----- | ----- | ----- | ---- | ---- | ---- | ---- | ---- | ---- | ----- | ----- | ----- |
| Абсолютный максимум, °C                                                    | 13,3  | 19,1  | 21,3  | 31,0  | 36,6 | 38,0 | 40,0 | 41,6 | 37,3 | 32,7 | 21,0  | 15,3  | 41,6  |
| Средний суточный максимум, °C                                              | −1,9  | −1,1  | 5,8   | 15,1  | 22,3 | 25,5 | 28,8 | 28,3 | 21,4 | 13,3 | 6,0   | −0,3  | 13,6  |
| Средняя температура, °C                                                    | −4    | −3,8  | 2,1   | 10,0  | 16,5 | 20,0 | 22,9 | 22,3 | 16,1 | 9,5  | 3,4   | −2,2  | 9,4   |
| Средний суточный минимум, °C                                               | −6,1  | −6,4  | −1,6  | 4,9   | 10,7 | 14,4 | 16,9 | 16,2 | 10,8 | 5,6  | 0,9   | −4,1  | 5,2   |
| Абсолютный минимум, °C                                                     | −31,6 | −28,3 | −20,5 | −10,5 | −2,2 | 2,2  | 6,0  | 2,2  | −4,4 | −8,8 | −19,4 | −28,3 | −31,6 |
| Норма осадков, мм                                                          | 35    | 25    | 25    | 45    | 60   | 55   | 20   | 15   | 25   | 20   | 40    | 35    | 400   |
| Источник: [msn.com/en-us/weather/records/Makeyevka], [weatheronline.co.uk] |       |       |       |       |      |      |      |      |      |      |       |       |       |

| Показатель                                                        | Янв. | Фев. | Март | Апр. | Май  | Июнь | Июль | Авг. | Сен. | Окт. | Нояб. | Дек. | Год  |
| ----------------------------------------------------------------- | ---- | ---- | ---- | ---- | ---- | ---- | ---- | ---- | ---- | ---- | ----- | ---- | ---- |
| Средний суточный максимум, °C                                     | −1   | 1    | 7    | 16   | 23   | 27   | 30   | 30   | 22   | 15   | 7     | 1    | 14,8 |
| Средняя температура, °C                                           | −3,5 | −2   | 3    | 10,5 | 17,5 | 21,5 | 24,5 | 24   | 17   | 10,5 | 4     | −1,5 | 10,5 |
| Средний суточный минимум, °C                                      | −6   | −5   | −1   | 5    | 12   | 16   | 19   | 18   | 12   | 6    | 1     | −4   | 6,1  |
| Источник: Архив наблюдений в черте Донецко-Макеевской агломерации |      |      |      |      |      |      |      |      |      |      |       |      |      |

## История
Макеевка основана в 1690 году под именем Ясиновка, как казацкое поселение. В 1777 году свободная слобода была преобразована в воинскую слободу по распоряжению царского правительства. В 1787 году основана слобода Макеевка (по имени «полулегендарного» донского казака Макея), которая в 1815 стала центром Макеевской волости.
С 1859 начинается активное строительство шахт, которые в 1890-е сложились как единый горный район с цепью промышленных предприятий. В 1910 многие из них вошли в крупное объединение: "Русский горный и металлургический «Унион».
В 1892 году на территории Макеевской волости формируется посёлок Дмитриевский, который со временем стал основой города Макеевка. В июле 1917 года поселок Дмитриевский получил статус города. В 1931 году город Дмитриевск переименован в город Макеевка.

#### Российско-украинская война
С апреля 2014 года в ходе вооружённого конфликта на востоке Украины Макеевка контролируется самопровозглашённой Донецкой Народной Республикой.
В ночь с 31 декабря 2022 года на 1 января 2023 года Вооружённые силы Украины нанесли удар по лагерю российских солдат в Макеевке, в результате которого погибли десятки военнослужащих.

## Население
Численность населения города на 1 января 2021 года составило 340 337 человек
По населению Макеевка занимает 3-е место в области (после Мариуполя и Донецка), и 13-е место на Украине.
| Год  | Население (чел.) | Прирост (чел.) | Прирост (%) |
| ---- | ---------------- | -------------- | ----------- |
| 2011 | 358156           |                |             |
| 2012 | 356118           | -2038          | -0.57 %     |
| 2013 | 353918           | -2200          | -0.62 %     |
| 2014 | 351820           | -2098          | -0.59 %     |
| 2015 | 348173           | -3647          | -1.04 %     |
| 2016 | 347227           | -946           | -0.27 %     |
| 2017 | 347376           | +149           | +0.04 %     |
| 2018 | 344793           | -2583          | -0.74 %     |
| 2019 | 343158           | -1635          | -0.47 %     |
| 2020 | 341362           | -1796          | -0.52 %     |
| 2021 | 340337           | -1025          | -0.30 %     |

Бурный рост численности населения в начале 1930-х годов связан с расширением официальных границ города и включением в состав Макеевки соседних рабочих шахтёрских посёлков, таких например, как Ханженково. За период с переписи 1979 года по 2021 год население города сократилось на 95,7 тыс. чел (на 22 %), как и в других больших городах, происходит его старение.
| Место в мире | Место в Европе | Место в бывшем СССР | Место на Украине | Место в области |
| ------------ | -------------- | ------------------- | ---------------- | --------------- |
| 1296         | 140            | 91                  | 13               | 3               |

Жители города представлены более чем 100 национальностями, большинство из них — русские (около 46 %) и украинцы (более 50 %), белорусы, татары (1 %)
Рождаемость — 6,7 на 1000 человек, смертность — 18,3, естественная убыль — −11,6, сальдо миграции положительное (+0,2 на 1000 человек).

### Национальный состав

#### Перепись 1926 года
Согласно переписи 1926 года, в Макеевке (тогда — Дмитриевск) проживало 51 471 человек, в том числе 51 207 граждан СССР.
Среди жителей Макеевки мужчин было 28 888 чел. (56,12 %), женщин — 22 583 чел. (43,88 %).
Национальный состав жителей Макеевки в 1926 году:
| №  | народ    | количество | уд. вес (%) |
| -- | -------- | ---------- | ----------- |
| 1  | русские  | 32 922     | 63,96       |
| 2  | украинцы | 14 684     | 28,53       |
| 3  | белорусы | 973        | 1,89        |
| 4  | татары   | 903        | 1,75        |
| 5  | армяне   | 351        | 0,68        |
| 6  | немцы    | 331        | 0,64        |
| 7  | евреи    | 287        | 0,56        |
| 8  | поляки   | 276        | 0,54        |
| 9  | греки    | 114        | 0,22        |
| 10 | латыши   | 32         | 0,06        |
|    | другие   | 598        | 1,16        |
|    | всего    | 51 471     | 100,0       |

#### Перепись 2001 года
Национальный состав жителей Макеевки в 2001 году:
| № | народ    | количество | уд. вес (%) |
| - | -------- | ---------- | ----------- |
| 1 | русские  | 218 940    | 50,80       |
| 2 | украинцы | 194 057    | 45,02       |
| 3 | татары   | 4837       | 1,12        |
| 4 | белорусы | 4806       | 1,12        |
| 5 | греки    | 1139       | 0,26        |
| 6 | грузины  | 1109       | 0,26        |
|   | другие   | 6135       | 1,42        |
|   | всего    | 431 023    | 100,0       |

### Языковой состав
Родной язык населения по данным переписи 2001 года:
| Язык       | Численность, чел. | Доля     |
| ---------- | ----------------- | -------- |
| Украинский | 39 546            | 10,20 %  |
| Русский    | 343 968           | 88,74 %  |
| Другое     | 4 095             | 1,06 %   |
| Итого      | 387 609           | 100,00 % |

## Экономика
Преимущественно тяжёлая промышленность, в том числе:
- добыча каменного угля — добыча угля в 2003 году — 3651 тыс. тонн:
  - ГП «Макеевуголь», обогатительные фабрики.
  - ПАО «Шахтоуправление Донбасс»

- чёрная металлургия — выплавка чугуна — 781 тысяча тонн, стали — 926 тысяч тонн. На 01.01.2010 полностью отсутствует выплавка чугуна и производство стали — в связи с закрытием и демонтажем основных производственных мощностей ЗАО «ММЗ».
  - Макеевский металлургический завод
- Коксохимическая промышленность — производство кокса — 2571 тысяча тонн:
  - Ясиновский коксохимический завод,
  - Макеевский коксохимический завод,
- Машиностроение:
  - завод «Карбоспецполимеркрепь» — анкерные крепления повышенной прочности для горных выработок,
  - производство горношахтного оборудования,
  - Макеевский завод металлоконструкций,
  - Макеевский стрелочный завод,
  - Червоногвардейский ремонтно-механический завод (входит в состав ГП «Макеевуголь»)
  - Криничанский ремзавод,
- Лёгкая промышленность:
  - Хлопкопрядильная фабрика «Мактекс» — закрыта, оборудование полностью демонтировано
  - Макеевская обувная фабрика «Аспект»,
- Промышленность строительных материалов:
  - Ханжонковский завод древесных плит «ХЗДП»,
  - Макеевский завод железобетонных изделий (ЖБИК),
  - Завод «Укрстройкерамика»,
- Пищевые предприятия:
  - Макеевский мясокомбинат ООО «Фирма „Колбико“»,
  - Макеевский винодельческий завод — закрыт,
  - Макеевский кондитерский завод,
  - Макеевский молокозавод и другие — закрыт.
- Услуги для бизнеса
  - Отделение в городе Макеевка Донецкой торгово-промышленной палаты

Экономический кризис 1990-х годов практически уничтожил многие предприятия или сильно подорвал их работу. Согласно программе реструктуризации угольной промышленности, была закрыта большая часть шахт. Трудное время переживает угольная промышленность Макеевки: ликвидированы угледобывающие предприятия, объявленные неперспективными. Сейчас в городе работают 9 шахт. На всех предприятиях остались запасы угля. Жителям посёлков при шахтах работать больше негде, люди уезжают. Программа создания дополнительных рабочих мест по проектам ликвидации шахт не осуществляется в связи с недостаточным финансированием. По этой же причине непросто решить и вопрос обеспечения жильём бывших работников закрываемых шахт, состоящих на квартирном учёте. Завершение работ по строительству, достройке жилых домов, предусмотренных проектами ликвидации, затягивается. Особенность закрытия макеевских шахт состоит в том, что все они сбиты (соединены) старыми горными работами и имеют гидравлическую связь между собой, поэтому нельзя ликвидировать ни одной шахты, не построив на близлежащих дополнительного комплекса водоотлива. Это приводит к увеличению затрат на содержание шахт в период ожидания физической ликвидации.
Общий объём реализованной промышленной продукции в отпускных ценах предприятий за 2010 год составил 16,0 млрд грн. (около 8,5 % от общеобластного объёма реализованной продукции).

## Улицы Макеевки
Адресная система города является одной из самых сложных не только на Украине, но и во всей Центральной Европе. По некоторым оценкам, в городе имеется 157 улиц с одинаковым названием, 65 улиц повторяются трижды, 12 — четырежды, а также 8 улиц — 5 раз, и даже улицы с шестикратным — ул. Октябрьская, и восьмикратным повторением — ул. Степная, причём 5 раз эта улица встречается в различных частях одного Советского района. Созданный в 2008 году подробный атлас Макеевки (авт.: Вячеслав Чуприн) в указателе улиц уточняет район и даже микрорайон каждой дублирующейся улицы. Данный атлас является первой серьёзной попыткой упорядочить адресную систему Макеевки. Его используют государственные структуры города от городской архитектуры до правоохранительных органов и МЧС.
Путаницу в адресной системе привносит повсеместный повтор не только улиц, но и номеров домов на одной улице. К примеру, дом № 2 на улице Успенского встречается 3 раза в различных её частях, ул. Депутатская от центра возрастает до 158 номера, затем снова начинается с первых номеров, а через несколько кварталов нечётная сторона прервавшись на номере 173, продолжается с 157-го).
Путаницу привносит также дробная нумерация домов. То есть поименованы не только все улицы, но и все переулочки. Дома на перекрёстках имеют два номера, относящиеся к обоим геонимам. Адрес записывается через дробь. Если на пересечении главной и второстепенной улицы в числитель попадает номер по главной улице, то на пересечении равнозначных улиц чёткая зависимость не прослеживается. Некоторые перпендикулярные переулки носят название дочерней улицы с приставкой «переулок 1», «переулок 2» или «проезд 1», «проезд 2». Часто такой нумерованный переулок в разных его частях приписывается к разным «дочерним» улицам. Как пример — улица Ольховская с 17-ю нумерованными переулками. Параллельно Ольховской проходят три крупные улицы — Парковая, Луначарского и Ярошенко. Соответственно, Переулок 13 ближе к ул. Парковой именуется как «ул. Парковая, переулок 13», ближе к ул. Луначарского — «ул. Луначарского, переулок 13» и т. п.)
Встречаются довольно специфические геонимы:
- Проезд — то же, что и вышеупомянутый нумерованный проулок, записывающийся вместе с названием дочерней улицы: «ул. Трубицына, проезд 3».
- Посёлок — то же, что микрорайон, только с одноэтажной застройкой. Например: «пос. Трубный, дом 10».
- Квартал — то же, что микрорайон. Например «Квартал 761, дом 1».
- Участок — то же, что микрорайон, квартал. Например: «4-й Участок, дом 10».
- Колония — то же, что посёлок. Например: «Колония Мария, дом 10».
- Ведомственные кварталы: «3-й ВГСО, дом 10», «МакНИИ, дом 10» — это квартал 3-го военизированного горноспасательного отряда и городок Макеевского научно-исследовательского института по безопасности работ в горной промышленности.

Специфическое отношение к новым микрорайонам обусловило отдельную нумерацию 9-этажной застройки и «старой» 4-х и 5-этажной застройки. Так, посреди микрорайона Центрального, среди девятиэтажек, встречается несколько старых малоэтажных домов, относящихся к старым забытым улицам и фактически являющими собой уникальный адрес: ул. Рябцева-1, ул. Блюхера-6, ул. Бабарина-42, ул. Кармелюка-10, ул. Петровского-3 и ул. Петровского-5. .
В начале 1990-х в Макеевке массово переименовывали улицы, особенно это коснулось посёлка Ханжонкова. В большинстве случаев эти переименования носили лишь эпизодический характер, и спустя несколько месяцев улицам возвращали прежние названия, что подтверждается записями в паспортах и других документах жителей. В разных онлайн-картах (Гугл-карты, Яндекс-карты) многие улицы носят ошибочные названия.
В городе множество беспорядочно застроенных посёлочков, именуемых в народе «Нахаловка». Здесь нумерация домов хаотичная с «выскакивающими» 300-ми, а то и 500-ми номерами среди 14-х и 30-х.
- Сквер по ул. Донецкой
- Фонтан по ул. Донецкой
- ул. Ленина
- пл. Советская
- Музыкальные часы возле Центрального универмага

## Транспорт
Железнодорожные станции на линии «Ясиноватая — Криничная» Макеевка-Пассажирская, на линии «Горловка — Иловайск» Ханженково, Путепровод и на тупиковой ветке «Моспино — Макеевка-Грузовая».

### Трамвай
Макеевский трамвай первый трамвай в Донбассе — с 23 ноября 1924 на Щегловке, а с 22 августа 1927 — в центре города. Введено было 6 маршрутов. В начале 2006 года оставалось 2 маршрута и одно из двух депо
- 1 ЯКХЗ — ПТУ 66
- 6 АС «Плехановская» — ул. Малиновского

В настоящее время в городе отсутствует трамвайная система.

### Троллейбус
Макеевский троллейбус введён с 7 ноября 1969 года, в начале 1990-х эксплуатировалось 9 маршрутов и 2 депо
- 1 Детский мир — Молокозавод (маршрут отсутствует)
- 2 Детский мир — Ж/Д вокзал
- 3 Детский мир — пос. Бажанова
- 4 Детский мир — Даки
- 5 Детский мир — ул. Горностаевская
- 6 Детский мир — пос. Холодная Балка (маршрут отсутствует)
- 7 Детский мир — пос. Объединённый (маршрут отсутствует)
- 8 Трубзавод — Блюминг (приблизительно с 1979 до 1981 г)
- 9 пос. Объединённый — пос. Ханжёнково (маршрут отсутствует)
- 10 Детский мир — микрорайон Калининский (маршрут отсутствует)

В начале 2000-х их количество сократилось до трёх (№ 2, 4 и 5), и было ликвидировано одно депо, в 2008 году был восстановлен маршрут № 3. На начало 2013 года в Макеевке работают 25 троллейбусов (23 прошли капитальный ремонт (некоторые дважды) и 2 были закуплены в 2010 году).

### Автобус
| 1   | ЖД Вокзал (ДАКИ) — АС Плехановская                            |
| 2   | АС Плехановская — Бажанова                                    |
| 4   | Ново-Калиново — АС Плехановская                               |
| 4а  | АС Плехановская — Ново-Калиново (ул. Магеллана)               |
| 5а  | АС Советская — 92-х кв — АС Плехановская                      |
| 6   | АС Плехановская — АС Советская                                |
| 7   | АС Плехановская — АС Червоногвардейская                       |
| 8   | АС Плехановская — Путь Ильича (ГБ № 2)                        |
| 8а  | АС Плехановская — Путь Ильича (ч/з Блюминг)                   |
| 9   | АС Плехановская — пос. Макеевка                               |
| 10  | ДП Золотой ключик — ш-та Ленина                               |
| 10а | ДП Золотой ключик — пос. Осипенко                             |
| 11а | ДП Золотой ключик — м-н Октябрьский                           |
| 12  | ДП Золотой ключик — ш-та Грузская                             |
| 14  | АС Плехановская — пос. Ново-Рабочий городок                   |
| 15  | АС Плехановская — пос. ш-ты Калиновская-Восточная             |
| 17  | АС Советская — ш-та 21                                        |
| 18  | АС Советская — БК ш-та Советская (Капитальная)                |
| 19  | АС Плехановская — Молокозавод                                 |
| 20  | АС Плехановская — Мирный                                      |
| 21  | Молокозавод — 55 квартал                                      |
| 22  | АС Советская — Даки                                           |
| 23  | АС Плехановская — пос. Лесное                                 |
| 24  | Молокозавод — Холодна Балка                                   |
| 25  | АС Советская — пос. Объединённый                              |
| 26  | АС Плехановская — пос. Объединённый                           |
| 28  | АС Плехановская — ул. Орджоникидзе                            |
| 29  | АС Плехановская — Красная Звезда                              |
| 30  | АС Плехановская — АС Червоногвардейская                       |
| 31  | АС Червоногвардейская — Клуб шахты 8-8 Бис                    |
| 33  | АС Червоногвардейская — ст. Кальмиус                          |
| 34  | АС универмаг Ясиноватая жд                                    |
| 35  | АС Плехановская — с. Гусельское                               |
| 36  | АС Плехановская — с/з Грузской                                |
| 37  | ЖД переезд — Ясиновка                                         |
| 40  | АС Советская — Нижняя Крынка — Красный Октябрь                |
| 43а | АС Плехановская — Криничная ч/з Мирный                        |
| 45  | АС Плехановская — пос. Грузско-Ломовка                        |
| 45а | АС Плехановская — пос. Грузско-Зорянка                        |
| 46  | АС Плехановская — пос. Межевое                                |
| 51  | АС Советская — пос. Ханженково-Северный                       |
| 53  | АС Советская — Нижняя Крынка                                  |
| 54  | АС Плехановская — пос. Пролетарский                           |
| 55  | Молокозавод — ЖД вокзал                                       |
| 56  | Молокозавод — Даки                                            |
| 57  | Молокозавод — АС Червоногвардейская                           |
| 60  | АС Плехановская — шахта Холодная Балка                        |
| 62  | АС Плехановская — Ломбардо                                    |
| 63  | ДП Золотой Ключик — Центр реабилитации                        |
| 71  | Даки — АС Червоногвардейская                                  |
| 87  | АС Плехановская — пос. Комсомольского — АС Червоногвардейская |
| 54  | АС Плехановская — пос. Пролетарский                           |

## Финансы
Экспорт товаров в 2003 году — 219,3 млн долларов США. Прямые иностранные инвестиции на 2003 год — 7,4 млн долларов США. Объём произведённых услуг в 2003 году — 132,4 млн гривен. Коэффициент безработицы — 2,4 %. Среднемесячная зарплата в 2003 году — 478 гривен. Среднемесячная зарплата в 2012 году — 3285 гривен.

## Социальная сфера
34 больницы и поликлиники (1834 врача, 6800 коек), 4 санатория, МакНИИ (Научно-исследовательский институт по безопасности работ в горной промышленности). Свято-Георгиевский собор. В центре города — памятник рудознатцу петровской эпохи, первооткрывателю богатств Донбасса Григорию Капустину, мемориал подвигу шахтёров Макеевки.

### Экология
По данным Центральной геофизической обсерватории Министерства по чрезвычайным ситуациям Украины город является самым загрязнённым как в Донбассе, так и в стране в целом. Уровень бензпирена в атмосфере превышает предельные значения в 4,5 раза, и его концентрация увеличивается с каждым годом.
На период 2012 года самым загрязненным не считается.
Модель биологических очистных сооружений, применённая в Макеевке, приобрела известность в РФ в начале 90-х.

### Здравоохранение
- Больницы Макеевки

### Культура
Донецкий областной русский театр юного зрителя (открыт в 1971 году). Краеведческий музей. Редакции 2 общегородских газет. 2 парка (Северный и Пионерский), 38 скверов, 29 домов культуры и клубов.
 C 1933 года в Макеевке действовало литературное объединение им. Николая Анциферова, основанное при городской газете «Макеевский рабочий». Первым руководителем стал поэт, почётный гражданин Макеевки Михаил Фролов. В 70-х годах он передал руководство литобъединением молодому журналисту (позднее — известный в Донбассе поэт, прозаик, главный редактор городской газеты «Макеевский рабочий», почетный гражданин Макеевки) Николаю Хапланову, который руководил литобъединением последующие почти тридцать лет. В 2000 году Хапланов углубился в краеведческо-исследовательскую работу по истории Макеевки, в этот период руководство он возложил на свою ученицу, поэтессу Аллу Беженову. Через непродолжительное время работа Лито им. Н. Анциферова приостановилась. В 2011 году по инициативе дочери Николая Хапланова — Елизаветы Хаплановой — был начат процесс возрождения литературного движения в городе. Поскольку старейшие члены лито им. Н. Анциферова воспрепятствовали продолжению работы литобъединения прошлых лет, вновь созданному коллективу пришлось взять новое имя — литературное объединение им. Николая Хапланова. Официальным годом основания принято считать 2013 год. На пост руководителя были выдвинуты несколько кандидатов: Вячеслав Пасенюк, Василий Толстоус, Елизавета Хапланова. В июне 2013 года в ходе официальных выборов руководителем объединения единогласно избрана Елизавета Хапланова. Литературное объединение продолжает действовать по настоящее время. Также существовало творческое объединение «Макеевская Русь», которое до событий 2014 года возглавляли братья Сосновы. В настоящее время не действует.

### Образование
83 из 122 школы (39 000 учеников), 83 детсадов (7 400 детей), в 11 техникумах и училищах города — 5 400 учащихся и студентов, 6 музыкальных школ, 44 библиотеки.
- Школы Макеевки
- Высшие учебные заведения:
  - Донбасская национальная академия строительства и архитектуры (бывший Макеевский инженерно-строительный институт);
  - Макеевский экономико-гуманитарный институт[20].
- Колледжи:
  - ГПОУ «Макеевский политехнический колледж»[21];
  - ГПОУ «Макеевский промышленно-экономический колледж»;
  - ГПОУ «Макеевский педагогический колледж»;
  - ГПОУ «Макеевский медицинский колледж».

## Топографические карты
- Лист карты M-37-136 Макеевка. Масштаб: 1 : 100 000. Состояние местности на 1987 год. Издание 1991 г.